# خورشیدگرفتگی ۲۴ دسامبر ۱۹۹۲
خورشیدگرفتگی ۲۴ دسامبر ۱۹۹۲ (به انگلیسی: Solar eclipse of December 24, 1992) یک خورشیدگرفتگی از نوع خورشیدگرفتگی جزئی است. این خورشیدگرفتگی در تاریخ ۲۴ دسامبر ۱۹۹۲ میلادی (‎۳ دی ۱۳۷۱ خورشیدی) روی داد که زمان اوج آن، ساعت ۰:۳۱:۴۱ به‌وقت ساعت هماهنگ جهانی بوده‌است.